# Старинка (Омская область)
Стари́нка — село в Называевском районе Омской области России. Административный центр Старинского сельского поселения. Население 345 чел. (2010) .

## География
Расположен на западе региона, в пределах Ишимской равнины, являющейся частью Западно-Сибирской равнины, вблизи озера Старинка.
Уличная сеть состоит из семи географических объектов:
Зелёная улица, Зелёный переулок, Молодёжная улица, Рабочая улица, Садовая улица, Садовый переулок и Школьная улица
Абсолютная высота — 123 м над уровнем моря.

## История
Основано в 1946 г. переселенцами из деревни Балтика. Первоначально в селе проживали преимущественно латыши и немцы.
В соответствии с Законом Омской области от 30 июля 2004 года № 548-ОЗ «О границах и статусе муниципальных образований Омской области» село возглавило образованное Старинское сельское поселение.

## Население
| 2002 | 2010 |
| ---- | ---- |
| 561  | ↘345 |

Гендерный состав
По данным Всероссийской переписи населения 2010 года в гендерной структуре населения из 345 человек мужчин — 162, женщин — 183 (47,0 и	53,0 % соответственно).
Национальный состав
Согласно результатам переписи 2002 года, в национальной структуре населения	русские составляли 38 %, казахи 33 % от общей численности населения в 561 чел..

## Инфраструктура
«Старинская средняя общеобразовательная школа».

## Транспорт
С регионом село связывает подъездная дорога «Крутинка — Называевск» — Старинка (идентификационный номер 52 ОП МЗ Н-244) длиной 6,80 км. С районом — автодорога «Старинка — Малая Сафониха — Козловка» (идентификационный номер 52 ОП МЗ Н-262) длиной 12,00 км..